# روپاخ-گولدهاوزن
روپاخ-گولدهاوزن (به آلمانی: Ruppach-Goldhausen) یک شهر در آلمان است که در وستروالدکرایس واقع شده‌است. روپاخ-گولدهاوزن ۱٬۱۵۴ نفر جمعیت دارد.